# Minami (revista)
Minami fue una revista impresa española sobre manga, anime y ocio de la editorial Ares Multimedia, creada en las navidades de 1998 bajo el nombre de Minami2000.
Sus orígenes hay que buscarlos en el fanzine albaceteño Minami, fundado en la ciudad manchega por un joven estudiante llamado Lázaro Muñoz en 1992. Tras algunos números, Lázaro da el salto a la prensa especializada y, así, sus artículos aparecen en distintos medios nacionales hasta que se incorpora como redactor a la revista Dokan, donde también se incorporan parte del resto de su equipo habitual: Manuel Ortega, Jaime Ortega, Rafael Gallardo y Miguel Ángel "Mike" Sánchez. La editorial de la mencionada revista Dokan, Ares Multimedia, es la que ve posibilidades editoriales y ofrece a Lázaro la posibilidad de dirigir su propia revista, apareciendo el primer ejemplar de Minami 2000 entre diciembre de 1998 y enero de 1999.
Al poco tiempo de su aparición se alzó al primer puesto de ventas, ostentando a día de hoy los récords de ventas y longevidad de España en una publicación de este tipo, habiendo visto plasmado ese reconocimiento de aficionados y profesionales en forma de premios, como el "Premio ExpoManga a la mejor publicación 2006".
Aunque inicialmente se dedicó a realizar monográficos debido a que dicha editorial ya tenía en publicación la mencionada revista Dokan (de la misma temática), en las siguientes navidades se decidió darle un giro radical y convertirla en una revista más típica como lo era la susodicha Dokan, cambiando el nombre de la publicación a simplemente Minami (que en japonés significa "sur", viniendo el nombre en este caso del personaje Minami Asakura de la serie Touch - Bateadores en España, donde el personaje se llamaba Bárbara Ochoa). 
Su política editorial se basaba en centrarse en lo que el mercado nacional puede ofrecer al aficionado (otaku) español. También destacaba en el sector por haber dado siempre mucha importancia a la opinión y por ofrecer contenidos no estrictamente manga, hablando de temas de ocio juvenil en general. 
A principios de 2006, coincidiendo con el número 69 de la revista y el inicio de su octavo año de vida, su director y creador Lázaro Muñoz abandonó el cargo, recayendo este en su colaborador Rafa del Río, quien mantuvo la política general de la revista pese a reducir un poco el espacio dedicado a la opinión para aumentar el dedicado a videojuegos.
En las navidades de 2008, coincidiendo con el X aniversario de su nacimiento, la revista dejó de sacar nuevos números dejando en sus 10 años de existencia un total de 102 ejemplares, a saber 11 números como Minami2000, 88 como Minami, y 3 especiales.
En 2019 reapareció como Minami3000, en formato digital y centrada en que sus reseñas sirvan como orientación a padres de cara a qué poner o no a sus hijos.